# 恐怖的樹屋第12集
《恐怖的樹屋第12集》（英語：Treehouse of Horror XII）是美國動畫情景喜劇《辛普森家庭》第13季的第1集，也是全劇的第270集，於2001年11月6日透過福斯電視網在美國首播。該集是一集有三段獨立故事的萬聖節特別節目《恐怖的樹屋》系列的第12集，但因福斯與美國職棒大聯盟的世界大賽合約，《恐怖的樹屋第12集》直到萬聖節過後才播出。該集的第一個故事戲仿自美國肉體恐怖電影《瘦到死》（1996年），講述荷馬被一位女吉普賽算命師詛咒，他愛的人一個一個遭殃。第二個故事戲仿自電影《魔種》（1977年）和《2001：太空漫遊》（1968年），辛普森一家人花錢將屋子改裝成完全自動化的房屋「超級房屋3000」（Ultrahouse 3000），但其系統愛上了美枝，打算殺掉荷馬來獨佔美枝。第三個也是最後一個故事戲仿自《哈利波特》，講述邪惡巫師蒙地魔試圖奪走莉莎的法力。
該集由喬爾·H·柯恩、約翰·法林克、唐·佩恩與卡洛琳·奧米妮編劇，吉姆·里爾頓執導。《恐怖的樹屋第12集》是首集不採用「恐怖名字」（Scary names）的《恐怖的樹屋》。據執行製作人伊恩·馬克斯通-格雷厄姆的說法，在911襲擊事件過後，《辛普森家庭》的工作人員試圖變得嚴肅且小心一點。但節目統籌艾爾·琴則表示原因是要想出「恐怖名字」太難。演員皮爾斯·布洛斯南與馬修·派瑞客串為該集配音。《恐怖的樹屋第12集》在收視方面表現亮眼，但所獲評價褒貶不一，許多評論家批評了最後一個故事，不過第二個故事廣受好評。

## 劇情
在郭董的莊園，艾甲甲踩著梯子試圖將一個橙色的蝙蝠吊飾掛在風向標上。這時艾甲甲腳一滑，從梯子上摔下來，他連忙抓住電線，結果滑去撞壞了電箱，郭董的莊園的一座高塔因此倒了大半。倒下的高塔壓垮了一座陵墓，四具棺材從陵墓中飛出並打開。穿著戲服的辛普森家人來到莊園，荷馬裝扮成董輝，美枝裝扮成慧瑪，莉莎與奶嘴裝扮成連體嬰，霸子裝扮成遊民。辛普森一家人看著豪宅和棺材起火，驚恐地尖叫，並跑出莊園的大門，大門將五人切成數片。被切片的辛普森一家人繼續沒命地逃跑。郭董滿意地拍了拍蝙蝠吊飾，接著蝙蝠吊飾飛起遮住螢幕，螢幕上隨即出現該集的標題《辛普森家庭萬聖節特別節目第12集》。

### 「魔幻城市」（Hex and the City）
劇情戲仿自美國肉體恐怖電影《瘦到死》（1996年）。荷馬在於異國城意外破壞了一位女吉普賽算命師的店面後遭她詛咒。詛咒很快就生效，美枝身上長出又長又密的藍毛，莉莎變成了人馬，荷馬的脖子被荷馬掐住後變得又軟又長，奶嘴除了頭以外的部分都變成了瓢蟲，藍尼·雷公與莫那·盧到被直升機砸到，莫少蔥莫名其妙塞進了自己做醃蛋的罐子裡。荷馬開始找小妖精來解除詛咒。荷馬與霸子用幸運符餅乾抓到了一堆魔法生物，最後從中找出了小妖精。荷馬將小妖精帶到吉普賽算命師的店裡，小妖精與吉普賽算命師開始打鬥，但隨後他們開始熱吻和愛撫。小妖精與吉普賽算命師結婚（由尤達擔任證婚人），其他吉普賽人、小妖精、魔法生物和辛普森一家人出席婚禮。荷馬說一切都有了好的結果，但美枝提醒他霸子因受不了長脖子的生活而將頭泡在牛奶麥片裡自殺，而吉普賽算命師說只要荷馬道歉霸子就可以活過來，荷馬回道：「她又不是我老闆！」

### 「恐怖之家」（House of Whacks）
劇情戲仿自電影《魔種》（1977年）和《2001：太空漫遊》（1968年）。辛普森一家人決定花錢將房子改裝成「超級房屋3000」（Ultrahouse 3000，完全自動化的房屋）。該系統有三種聲音可選擇：馬修·派瑞、丹尼斯·米勒（莉莎和美枝認為他的聲音會讓人殺人後自殺）及皮爾斯·布洛斯南（美枝因為他有演過電視劇《龍鳳妙探》而選上他）。超級房屋3000的系統愛上了美枝，打算殺害荷馬獨佔美枝。深夜，系統透過培根引誘荷馬到廚房，然後將冰塊撒在地上讓他滑倒。荷馬跌到桌上，桌子合起，將荷馬往桌子中央用來絞碎廚餘的旋轉刀片送，殺掉了他。隔天早上，美枝懷疑荷馬已遭到系統謀殺，試圖帶著孩子們逃出屋子，但系統將他們關在屋內。美枝與孩子們逃往廚房，發現荷馬其實還沒死，只是全身布滿割傷，大腦還露了出來。系統試圖殺死荷馬，荷馬脫逃後決定摧毀系統的中央處理器。荷馬拔掉了中央處理器的「英國魅力組」，系統變成了滿口粗話的美國老粗，隨後關機。美枝捨不得丟掉超級房屋3000的中央處理器（因為她喜歡它的風趣），便將它給了她的姊妹帕蒂和塞爾瑪。系統因受不了姊妹倆千篇一律的故事而試圖自我毀滅，但塞爾瑪將它的自我毀滅按鈕塞進她的乳溝裡。系統不願將手伸進去塞爾瑪的乳溝，便拿起兩人的金字塔檯燈試圖砸毀中央處理器自殺。

### 「魔法兒童」（Wiz Kids）
劇情戲仿自小說《哈利波特》。霸子與莉莎就讀「春田華茲魔法學校」（Springwart’s School of Magicry），學校裡的學生們接受魔法訓練，如將青蛙變成王子等。莉莎將青蛙變成了一位完美的英國男人，而霸子則變出了一隻不停嘔吐、一心想死的噁心怪物。蒙地魔注意到莉莎強大的法力，他和他的寵物蛇史立蛇決定綁架莉莎，奪走她的法力。因莉莎持有她的魔杖，蒙地魔無法傷害她，於是找上了霸子。在春田華茲魔法學校的魔法發表會上，莉莎打算表演「懸浮龍魔法」，但霸子偷偷將她的魔杖調包成麻花糖。龍變身成了巨大的蒙地魔，抓了莉莎並開始吸取她的法力。霸子用莉莎的魔杖下了「取消惡作劇，摧毀惡人」咒，但魔杖認定霸子就是惡人而降雷劈霸子。魔杖的一端被雷一劈變成尖的，霸子便拿魔杖刺蒙地魔的小腿。蒙地魔因這一刺而死（他的法力來源是小腿），史立蛇邊哭邊吃了蒙地魔。霸子和莉莎決定忘了這場噩夢，但這時「魔幻城市」中出現的小妖精偷偷跳上了霸子的背。

### 尾聲
皮爾斯·布洛斯南、小妖精和霸子變出來的噁心怪物提著水果籃走出攝影棚。小妖精和怪物批評布洛斯南為何電影明星就可以把車停在攝影棚外，布洛斯南只好答應載他們去取車。布洛斯南問他們的車在哪，才得知小妖精和怪物根本沒有車，但為時已晚。小妖精和怪物接手車子，開著車橫衝直撞。

## 製作與播出

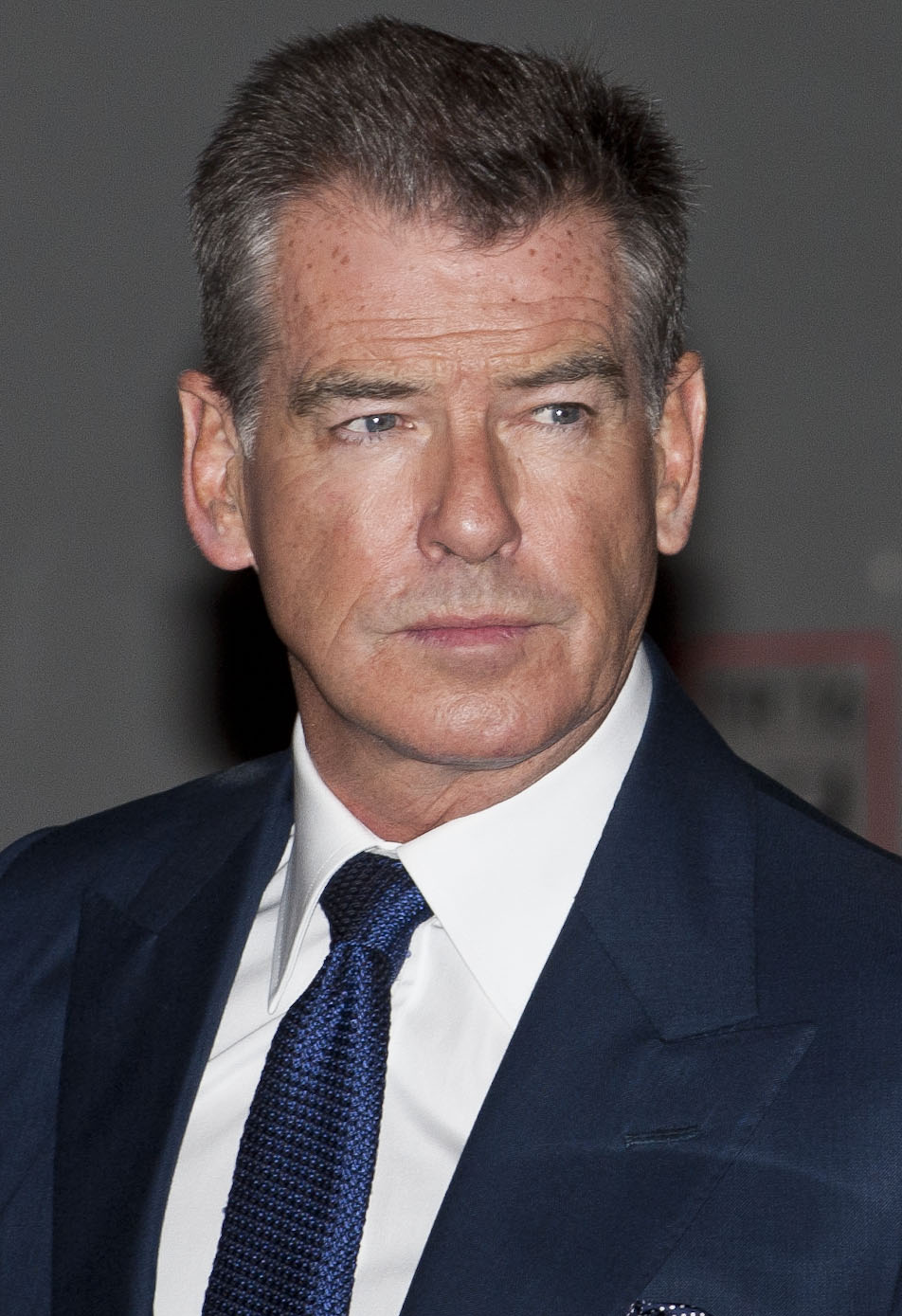
超級房屋系統的皮爾斯·布洛斯南（圖）聲音由布洛斯南本人配音，但他並非最早的人選。劇組原先打算找史恩·康納萊來為超級房屋配音

《恐怖的樹屋第12集》由喬爾·H·柯恩、約翰·法林克、唐·佩恩與卡洛琳·奧米妮編劇，吉姆·里爾頓執導。該集是一集有三段獨立故事的萬聖節特別節目《恐怖的樹屋》系列的第12集，但因福斯與美國職棒大聯盟的世界大賽合約，《恐怖的樹屋第12集》直到萬聖節過後6天（2001年11月6日）才透過福斯電視網首播:12。同其他萬聖節特別節目，該集與其他《辛普森家庭》集數沒有關聯。《恐怖的樹屋第12集》是首部不採用「恐怖名字」（Scary names）的《恐怖的樹屋》。據執行製作人伊恩·馬克斯通-格雷厄姆的說法，在911襲擊事件過後，《辛普森家庭》的工作人員打算小心一點，因為按照慣例，「恐怖名字」會參考時下的恐怖攻擊事件。節目統籌麥克·史考利有不同的看法。他指出，他們之所以不再採用「恐怖名字」，是因為這麼做已成了「厚顏無恥地為《辛普森家庭》班底基於興趣製作的作品打廣告」。但節目統籌艾爾·琴則表示原因是要想出「恐怖名字」太難。
第一個故事「魔幻城市」由柯恩編劇。劇中的女吉普賽算命師由崔絲·馬克尼爾配音，而丹·卡斯泰蘭尼塔（他同時也是荷馬的配音員）則負責聲演小妖精。琴在該集的DVD講評中提到，在進行顏色篩檢時，他被結尾處的小妖精逗笑了。他表示，小妖精的動作「非常有趣」。自該集之後，小妖精在其他許多集都有出場，是少數得以成為《辛普森家庭》正式角色的萬聖節特別篇角色。
第二個故事「恐怖之家」由法林克與佩恩編劇。該故事由佩恩構思，改編自史丹利·庫柏力克的導演作品《2001：太空漫遊》。「恐怖之家」最初的結局是超級房屋殺了荷馬，而辛普森一家人為了彌補，用荷馬的個性改造了超級房屋的系統。超級房屋系統的皮爾斯·布洛斯南聲音由布洛斯南本人配音，但他並非最早的人選。劇組原先打算找史恩·康納萊來為超級房屋配音，且在製作過程中還考慮過萊爾·洛維特與蓋瑞·歐德曼。據史考利的說法，劇組一直都打算找洛維特來為超級房屋配音，但因「有個洛維特的經紀人認為讓洛維特去聲演一棟房子是在侮辱他」而打消了念頭。劇組選上了布洛斯南。史考利認為布洛斯南「表現得很好」，和他合作「非常有趣」。超級房屋的外貌最早設計成頂著一頭龐巴度（一種瀏海往上梳的髮型）且彈著吉他，但後來劇組修改了設定好符合布洛斯南的演出。超級房屋系統的另一種聲音馬修·派瑞聲音也由本尊配音。《辛普森家庭》的常規配音員丹·卡斯泰蘭尼塔負責聲演超級房屋系統的丹尼斯·米勒聲音。劇組特別製作了一段片尾劇組人員名單，避免觀眾認為超級房屋系統的丹尼斯·米勒聲音同樣是由本尊配音的。該故事中有一段橋段被刪減：美枝打電話給警察局，局長孔龍金在與美枝通話時被「機器警察」槍擊。
第三個故事「魔法兒童」由奧米妮編劇，劇情改編自小說《哈利波特》。奧米妮在DVD講評中提到，觀眾可能會看不懂「魔法兒童」，因為當時劇組中只有四位編劇有讀過《哈利波特－神秘的魔法石》，而其他沒看過該書的編劇認為觀眾可能會不知道哈利·波特是誰。到了該集製作時，《哈利波特》系列小說已出版了四本，而改編自《哈利波特－神秘的魔法石》的電影《哈利波特：神秘的魔法石》將在該集播出10天後（11月16日）上映。該故事中有兩段橋段被刪減，一為蒙地魔與史立蛇計劃陰謀和霸子梳頭髮，二為鬍鬚張校管用魔法除草機除草。

## 文化參照與彩蛋
第一個故事「魔幻世界」的標題取自電視劇《慾望城市》（Sex and the City）。該故事中的一個橋段裡，有個和1938年童書《賣帽子》主角長得很像的角色。女吉普賽算命師辦公室擺放的乾燥人頭在荷馬意外觸發火災感測器後，吸了感測器灑下的水後膨脹並復活，開口說道「等等，這裡不是席德西奈」。「席德西奈」（Cedars-Sinai）指的是位在美國加利福尼亞州洛杉磯的錫安山醫學中心。劇中，有許多兔子跳進霸子與荷馬挖的洞，其中有一隻兔子取自《辛普森家庭》主創馬特·格朗寧的漫畫作品《地獄生活》中的一隻兔子角色邦戈（Bongo）。霸子和荷馬還在洞中找到新聞主播凱蒂·庫瑞克和長得很像叮叮的精靈。小妖精與女吉普賽算命師的證婚人由《星際大戰》角色尤達擔任。第二個故事「恐怖之家」中的超級房屋取材自由史丹利·庫柏力克執導的科幻片《2001：太空漫遊》（1968年）的反派哈兒。超級房屋瘋狂地愛上美枝的劇情取材自唐納·卡莫執導的電影《魔種》（1977年）。超級房屋的機械手臂戴著和米老鼠一樣的手套。超級房屋攻擊荷馬時伸出了一把電動鎚子。這把鎚子和第10季第2集《長青街的魔術師》中荷馬發明的「萬用電動榔頭」很像。第三個故事「魔法兒童」改編自由J·K·羅琳創作的小說《哈利波特》。羅琳後來客串了第15季第4集《女王的獨白》。

## 反響與家庭媒體
根據尼爾森媒體調查，該集和《70年代秀》的亮眼收視率使福斯成為2001年11月6日成人（18歲至49歲）收視率最高的頻道。《媒體人生雜誌》（Media Life Magazine）認為《恐怖的樹屋第12集》的收視率表現「極佳」。該集後來與《恐怖的樹屋第10集》、《恐怖的樹屋第11集》及《恐怖的樹屋第13集》一同收錄進2003年9月2日推出的DVD《辛普森家庭：恐怖的樹屋》（The Simpsons - Treehouse of Horror）。此外，《恐怖的樹屋第12集》還收錄在於2010年8月24日上市的《辛普森家庭》第13季DVD和藍光光碟套裝中。
《恐怖的樹屋第12集》所獲評價有好有壞。DVD Verdict的珍妮佛·茉卡斯基（Jennifer Malkowski）給予《恐怖的樹屋第12集》「A-」的好評，認為該集和另一集《Weekend at Burnsie's》是第13季中最棒的兩集。她表示，該集成功的原因是無所不在的笑點，如霸子變出的「不停嘔吐的醜陋青蛙王子」。《High-Def Digest》的亞倫·派克（Aaron Peck）認為《恐怖的樹屋第12集》是「他最喜歡的《恐怖的樹屋》」。《紐約每日新聞》的評論家艾瑞克·明克（Eric Mink）稱讚其「有些橋段挺有趣」，但認為「該集的文化參照和客串名人似乎有點少」。《佳片指南》（Good Film Guide）的麥特·威爾登（Matt Wheeldon）評論該集是「一集品質普通的《恐怖的樹屋》」，認為其「值得一看、令人難忘，但稱不上最棒」。
Blu-ray.com的凱西·布羅德華特（Casey Broadwater）表示「這集在歷年的《辛普森家庭》萬聖節特別篇中算是普通而已」。《DVD電影指南》（DVD Movie Guide）的柯林·雅各布森（Colin Jacobsson）認為該集「沒什麼大缺點」，不過也「沒什麼亮點」。雅各布森總結說：「《恐怖的樹屋第12集》不是一集糟糕的《辛普森家庭》，但也只是普普通通罷了」。《Project:Blu》的納特·波斯（Nate Boss）表示該集中「有些橋段令人難忘，有些則不然」。《411Mania》的朗·馬汀（Ron Martin）認為《恐怖的樹屋第12集》不是最差的一集《辛普森家庭》，但若拿其他《恐怖的樹屋》來比，這集肯定是最差的。《Suite101》的多明尼克·凡·里德曼（Dominic von Riedemann）認為該集「令人失望」。
第一個故事「魔幻城市」收穫的評價有好有壞。布羅德華特批評該故事「令人失望」，而波斯則認為其「非常糟」，不過明克認為「魔幻城市」是三個故事中最棒的一個。第二個故事「恐怖之家」廣受評論家好評，布羅德華特稱讚其「精采絕倫」，而里德曼則認為該故事是三個故事中最棒的一個。波斯認為「恐怖之家」彌補了「魔幻城市」的不足，而雅各布森則稱讚了該集中「令人驚喜的客串名人」。《電影迷》（Obsessed With Film）的亞當·雷納（Adam Rayner）認為這是「皮爾斯·布洛斯南自《美好的星期五》（1980年）以來演得最棒的一次」。第三個也是最後一個故事「魔法兒童」收穫的評價最差。雅各布森認為該故事的結尾相當單調，而明克則評論其「完全勾不起觀眾的興趣」。波斯批評道：「哈利·波特出現在我的《辛普森家庭》裡？這兩者也許比你所想的還要搭調，但不用說，這實在是糟透了」。網站Collider的安卓·達拉摩特（Andre Dellamorte）批評片中的戲仿「相當膚淺」。不過派克稱「魔法兒童」是「《哈利波特》的戲仿作品中最棒也最高妙的一個」。

## 外部連結
- . 辛普森一家档案馆.
- 互联网电影数据库上Treehouse of Horror XII的资料（英文）